# Gertraut Chales de Beaulieu

Gertraut Chales de Beaulieu

Gertraut Chales de Beaulieu (* 17. März 1846 in Frankfurt (Oder); † 22. Dezember 1902 in Berlin-Spandau) war eine deutsche Schriftstellerin. Sie schrieb auch unter den Pseudonymen G. von Beaulieu und Gertraut von Beaulieu.

## Leben
Sie kam 1846 als Tochter eines Geheimen Justizrats zur Welt. Dessen Vorfahren waren aus der Touraine nach Deutschland übergesiedelt. Beaulieu kam 1867 nach Berlin, wo sie auf Wunsch des Vaters das Tausigsche Musikinstitut besuchte und von Carl Friedrich Weitzmann in Musiktheorie unterrichtet wurde. Durch Vermittlung eines amerikanischen Freundes wurde Beaulieu Mitarbeiterin der Zeitungen Melbourne Argus und London Hour und war für die Übersetzung politischer Korrespondenzen ins Englische zuständig. Für deutschsprachige Zeitungen wie die Post, Tribüne und das Berliner Tageblatt übersetzte und bearbeitete sie englischsprachige Romane. 
Es folgten von 1874 bis 1878 mehrere Reisen nach Italien, da sie auch als Korrespondentin für die römische Capitano Francassa tätig war. Ihre Italienreisen verarbeitete Beaulieu in italienischen Reisebriefen, die in deutschen Zeitungen erschienen. Beaulieu hatte bei ihren Reisen einen Mann aus Norditalien kennengelernt, mit dem sie sich in Rom verlobt hatte. Eine Hochzeit kam nicht zustande, da ihr Verlobter kurz vor der Eheschließung an einem Herzinfarkt verstarb.
Ab 1880 reiste Beaulieu unter anderem nach Frankreich und Griechenland, besuchte die Schweiz und 1883 schließlich Spanien. Die Eindrücke ihrer Spanienreise finden sich in ihrem ersten Buch Spanische Frühlingstage wieder, das 1885 erschien. Immer wieder kehrte Beaulieu nach Berlin zurück, war von 1889 bis 1893 Redakteurin des Humoristischen Deutschland und ab 1892 Mitarbeiterin bei der humoristischen Zeitschrift Die Fisimatenten. Im Jahr 1902 zog sie nach Spandau und verstarb dort im Dezember 1902 im Alter von 56 Jahren.
Beaulieu setzte sich in ihren Werken zumeist humoristisch-satirisch mit dem Berliner Kleinbürgertum auseinander, zog jedoch auch die sozialen Aspekte der Arbeiter kritisch in ihr Werk ein. Mehrfach griff sie in ihrem Gesamtwerk zudem die Frauenfrage auf. In Werken wie Alte und neue Menschen, die die Frauenfigur des 19. mit der des frühen 20. Jahrhunderts kontrastierte, „greift sie […] bereits Themen auf, die später die Zeitromane der zwanziger Jahre dominierten.“

## Werke
- Spanische Frühlingstage. Eine Wanderung auf der iberischen Halbinsel. Hoffmann & Ohnstein, Leipzig 1885.
- Langes Haar, krauser Sinn. Novellen. Schottlaender, Breslau 1887.
- Leibeigen. Novellen. Pierson, Dresden/Leipzig 1889.
- Neu-Berlin. Was Frau Guticke in der Reichshauptstadt erlebt. (Mit einem Vorwort von Julius Stettenheim). Schottlaender, Breslau/Leipzig 1890
- Das weibliche Berlin. Bilder aus dem heutigen socialen Leben. Fischer, Berlin 1892.
- Sein Bruder. Novelle. Fischer, Berlin 1898. Collection Fischer 5.
- Alte und neue Menschen. Roman. Schottlaender, Breslau 1901.
- Großstadt-Originale. Humoristisch-satirische Skizzen. Reclam, Leipzig 1903.